# Corinna ignota
Corinna ignota là một loài nhện trong họ Corinnidae.
Loài này thuộc chi Corinna. Corinna ignota được Cândido Firmino de Mello-Leitão miêu tả năm 1922.